# سوق خان الزيت

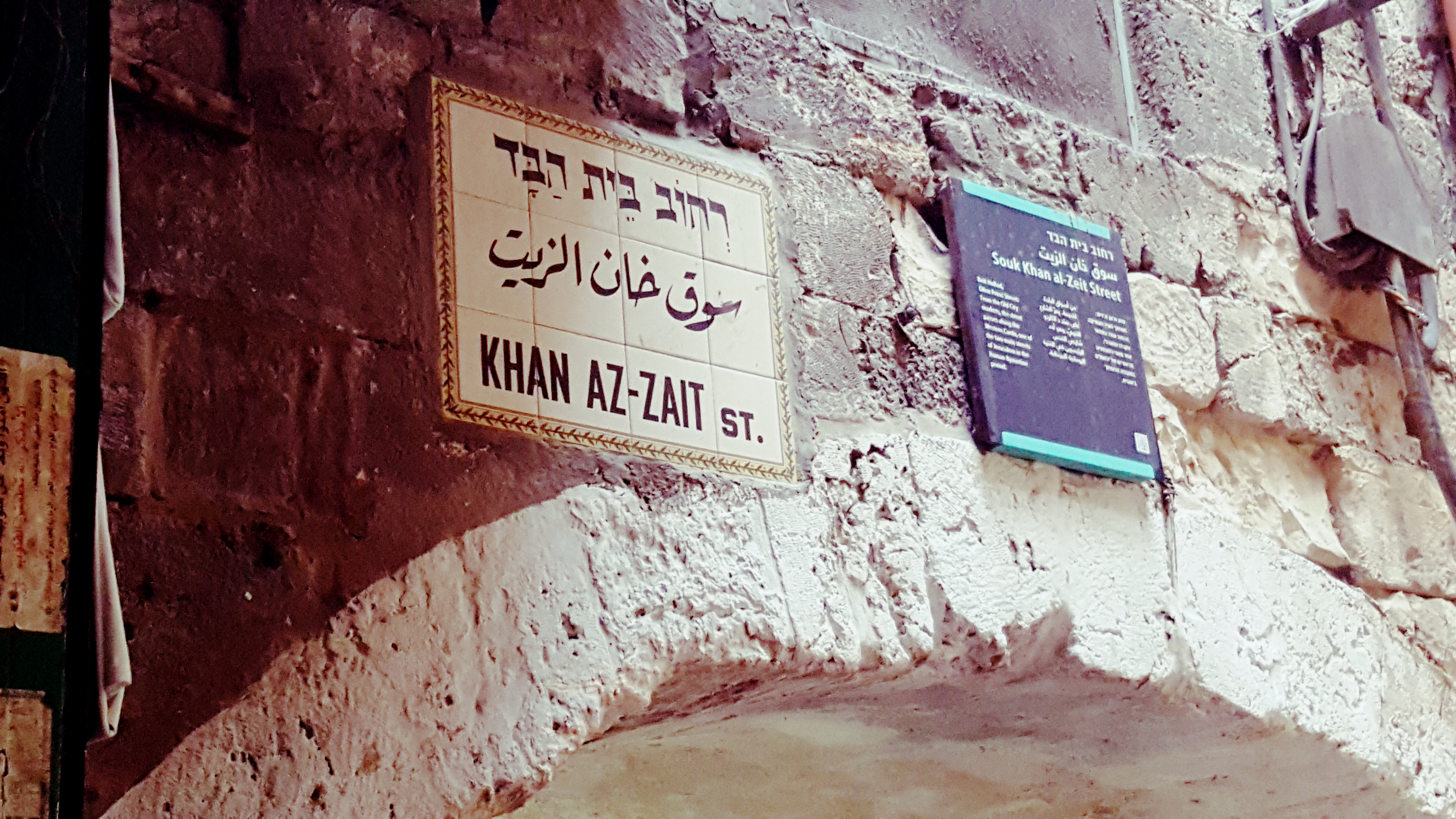

سوق خان الزيت هو أحد أقدم أسواق البلدة القديمة في القدس، ويعد أكثرها حيوية نظرًا لكونه أول أسواقها، ولكونه وجهة رئيسية للسياح والمتسوقين حيث يتوافدون عليه لشراء الحرف اليدوية والمنتجات التقليدية الفلسطينية. يبدأ السوق من بعد باب العامود يميناً حيث يمتد لمئات الأمتار إلى أن يصل إلى المربعة وهي تقاطع طرق كنيسة القيامة يمينًا وسوق العطارين أمامًا وعقبة السرايا وحي القرمي. ينقسم السوق لقسمين: يمتد القسم الأول من بداية السوق الشمالية وحتى تقاطع السوق مع طريق حارة النصارى وعقبة المفتي، والثاني من عقبة المفتي حتى مدخل سوق العطارين.

## لمحة تاريخية
عُرف شارع السوق باسم «الكاردو» في العصر الروماني والبيزنطي بمعنى قلب المدينة، حيث أُنشأ في عهد الإمبراطور هادريان في عام 132م حينها كان اسم القدس إيليا كابيتولينا، وكان السوق حينها يمتد إلى نهاية سوق العطارين، وفي أواخر القرن الخامس مد الكاردو إلى أن وصل النهاية الجنوبية للبلدة القديمة حيث يقع باب النبي داود. كان هذا الشارع مقسم إلى عدة أقسام، كل قسم كان له اسم واختصاص، فالقسم الأول كان لمحلات السمانة، فعرف باسم سوق السمانين، أما القسم الأوسط منه فعرف بسوق الزيت، ثم أُطلق فيما بعد الاسم "خان الزيت" على السوق بأكمله. حيث سمي نسبةً لخان موجود في داخله منذ عهد المماليك، إذ كان يستخدمه المزارعين لتخزين زيت الزيتون فيه، ثم تحول الخان الواقع بين عقبة التكية وعقبة المفتي إلى منازل للمقدسيين، أو دكاكين تخدم المتسوقين.

## معالم
يحتوي السوق على العديد من المعالم الإسلامية والمسيحية بالإضافة إلى المحلات التجارية، حيث يقع في وسط السوق كنيسة تعد المرحلة السابعة من مراحل درب آلام المسيح وهو طريق الحج لدى النصارى، وتوجد فيه ثلاث عقبات في بدايته ووسطه ونهايته التي تصل إلى حارة النصارى في البلدة القديمة. كما يتواجد فيه مسجد قديم عُرف باسم مسجد أبو بكر، وفنادق تعود للفترة العثمانية وما قبلها مثل فندقي العرب والهاشمي. يؤدي أيضًا إلى مدخل مدرج بطريركية الأقباط والمرحلة التاسعة من درب الآلام، وتتفرع نهايته إلى مدخل سوق الدباغة والصاغة واللحامين، والمدخل الشرقي لكنيسة القيامة.